# Fòrum Romà

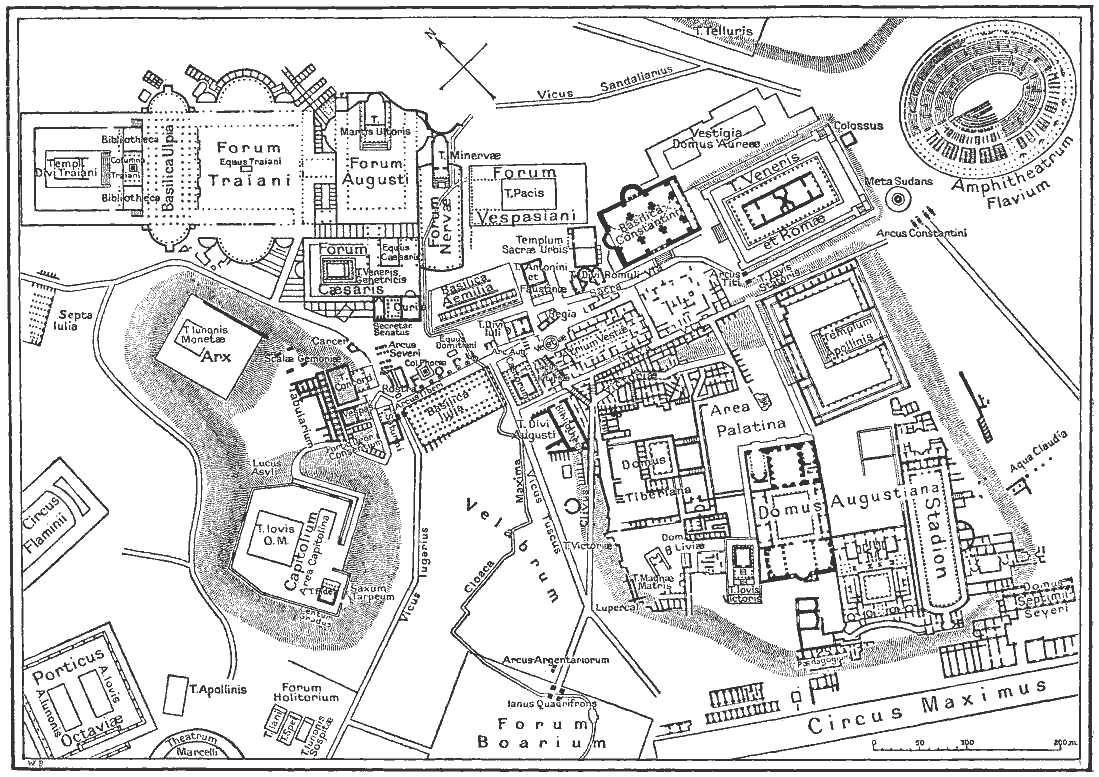
Mapa del centre de Roma durant l'època imperial

El Fòrum Romà (en italià Foro Romano) situat al centre de la ciutat i era la zona econòmica política i religiosa. En llatí era anomenat el Forum Romanum, si bé els ciutadans s'hi referien més sovint com a Forum Magnum (el Fòrum Gran) o, simplement, com a Forum. A mesura que la ciutat creixia, es va quedar petit i els emperadors en van fer construir de nous a la part nord, els anomenats Fòrums Imperials. El Fòrum Romà se situa a la vall compresa entre els turons del Palatí i el Capitoli, a Roma.

## Descripció històrica

### Els orígens
La vall del Fòrum, pantanosa i insalubre, fou utilitzada entre els segles X i VII aC com a necròpoli dels primers poblats escampats pels turons dels voltants. No fou fins al 600 aC, per ordre del rei etrusc Tarquini Prisc, que fou drenada gràcies a la construcció de la Cloaca Maxima i "pavimentada" amb terra batuda; la plaça, de forma rectangular, era originàriament on tenia lloc el mercat i on es desenvolupava la vida política i judicial. Estava situada en un punt central de la ciutat, cap on convergien molts carrers importants, el principal dels quals era la Via Sacra, que baixava del Capitoli fins a l'Arc de Titus.

### Període reial
Els monuments arcaics del Comitium, la seu més antiga de l'activitat política de Roma, daten de la segona meitat del segle vi aC. El Comici (Comitium) constituïa un espai orientat ritualment segons els punts cardinals. Al bell mig d'aquest complex, a l'anomenat Lapis niger i lligat segons la llegenda al lloc de la mort de Ròmul, es va trobar la inscripció llatina més antiga coneguda fins ara.

Del mateix segle vi són la Règia (residència oficial del pontífex màxim), la Cúria Hostília, el temple de Janus (en realitat un arc de dues portes que s'obrien en temps de guerra i romanien tancades en temps de pau) i el temple de Vesta, de planta circular. Les restes actualment visibles d'aquests edificis, però, pertanyen tots a successives reconstruccions.

### Període republicà

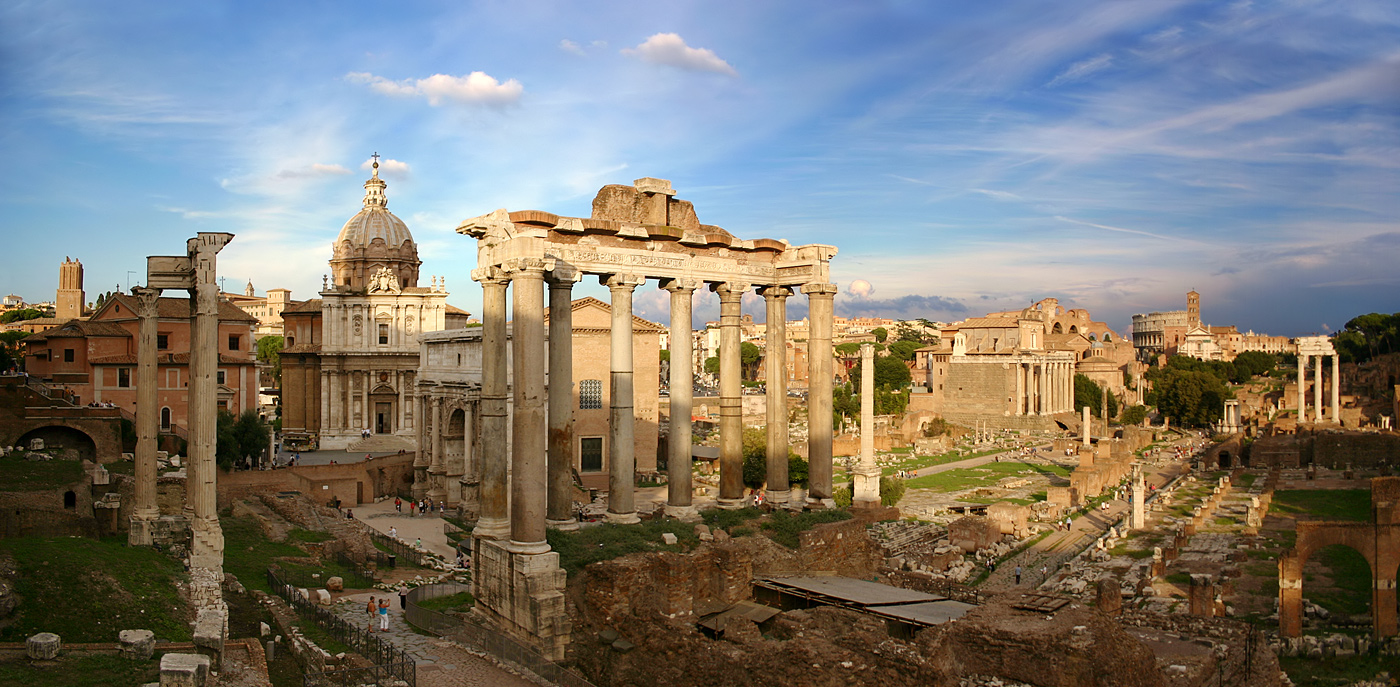
Vista general del Fòrum Romà, amb el temple de Saturn en primer terme

Al començament del segle v aC destaca la inauguració del temple de Saturn, amb la seu annexa de l'erari (el tresor de Roma), i el temple dels Dioscurs (484), dedicat a Càstor i Pòl·lux. Al mateix segle v (l'any 445) es va esdevenir la consagració del Lacus Curtius, obra del cònsol Gai Curci Filó. Al segle iv aC es va construir, a la banda tocant al Capitoli, el temple de la Concòrdia, per commemorar l'acord entre patricis i plebeus, i la tribuna del Comici fou embellida amb els Rostra, els esperons de proa dels vaixells capturats durant la batalla d'Àntium.
Una nova febre constructora va transformar el Fòrum a partir del segle ii aC: Sul·la va construir a la falda del Capitoli el Tabulàrium, amb què el tancament per aquella banda quedava regularitzat, i al voltant de la plaça es van aixecar les quatre basíliques, destinades als afers judicials i als tràmits administratius: Pòrcia, Emília, Semprònia i Opímia; d'aquestes quatre es poden admirar encara les restes de la Basílica Emília, on podem constatar les seves diverses reconstruccions, mentre que la Pòrcia i la Semprònia foren substituïdes per la Basílica Júlia, construïda per ordre de Juli Cèsar i acabada en temps d'August. A més a més, sota el mandat de Cèsar es va produir una transformació radical de la Cúria Júlia, que en comptes de l'antiga orientació ritual segons els punts cardinals va passar a estar orientada segons els eixos del Fòrum de Cèsar contigu. També en aquesta època es va desplaçar la tribuna dels Rostra cap a la banda del Capitoli.

### Període imperial
L'ordenació definitiva del Fòrum, que va començar en temps de Cèsar, es va completar sota l'emperador August: la plaça va aconseguir una certa regularitat amb la construcció de les dues grans basíliques (l'Emília i la Júlia) sobre els costats llargs, els nous Rostra al costat de la plaça que mira al Capitoli i el nou temple del Diví Juli, dedicat per August el 29 aC després de la mort i la divinització de Cèsar, a l'altre costat de plaça. A aquesta nova fase constructiva es deuen també la reconstrucció dels temples dels Dioscurs i de la Concòrdia i l'arc d'August.

Al segle i es basteixen el temple de Vespasià, vora el de la Concòrdia, i l'arc de Titus, damunt la Via Sacra anant cap al turó de la Vèlia, probablement per ordre de Domicià. Del segle següent són el temple d'Antoní i Faustina, més endavant englobat dins l'església de San Lorenzo in Miranda, i el temple de Venus i Roma, construït per Hadrià, mirant cap a la vall del Coliseu. 

Al començament del segle iii s'aixeca sobre la Via Sacra l'arc de Septimi Sever.

Sota el regnat de Dioclecià, als nombrosos monuments que devien atapeir l'àrea de la plaça, s'hi van afegir cinc columnes sobre altes bases de maó, per tal de celebrar la Tetrarquia. Al segle iv es va edificar la basílica de Maxenci, acabada en temps de Constantí. Segurament sota el mandat de Maxenci també es va construir una entrada rodona per al temple de la Pau, que aleshores ja devia estar mig abandonat, per readaptar-lo com a temple dedicat al seu fill, mort prematurament: era l'anomenat temple de Ròmul. 

Del 367 és el pòrtic dels Déus Consents, sota mateix del Capitoli, interessant testimoni de l'últim paganisme, i l'última reconstrucció del temple de Saturn.

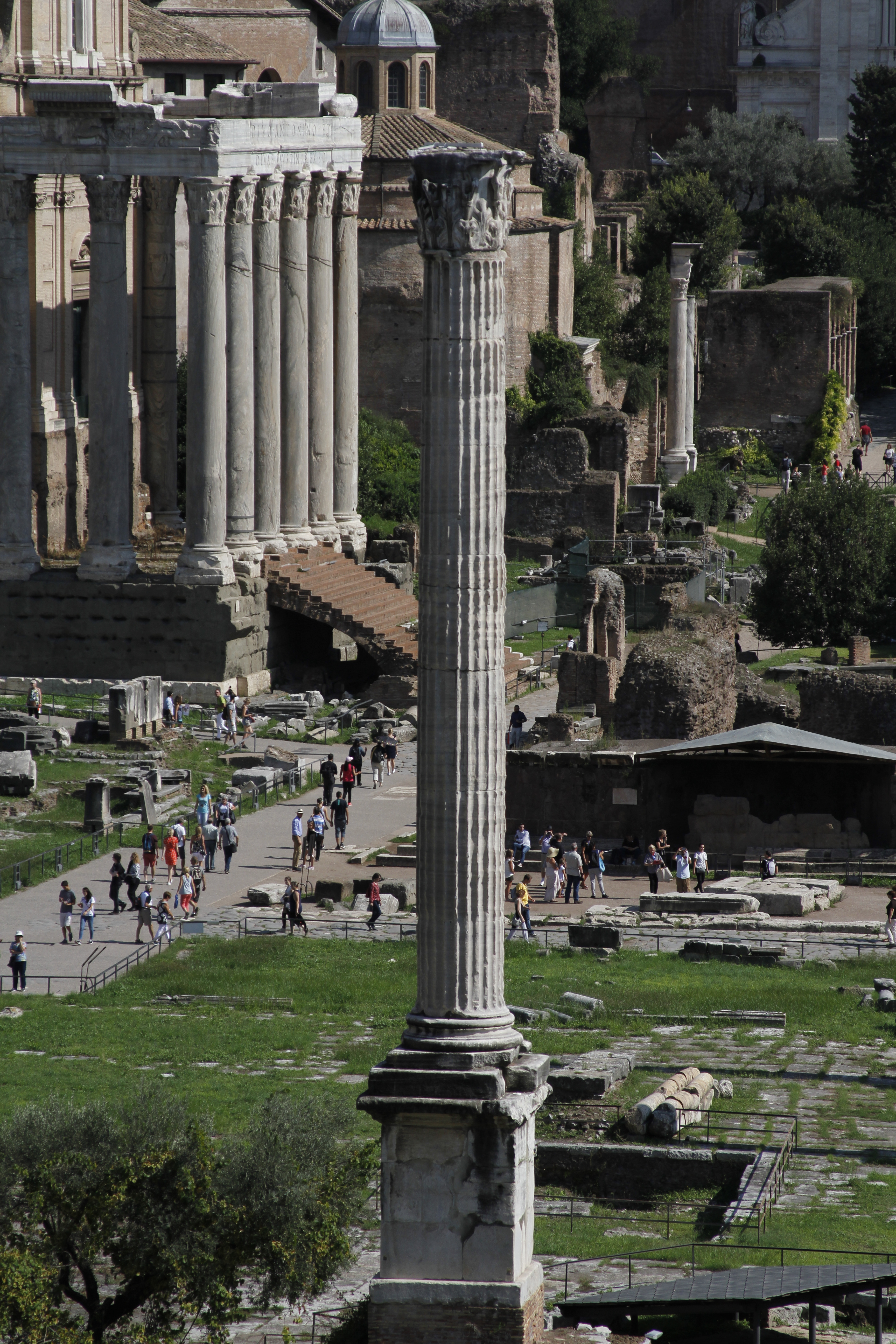
La columna de Focas

Al segle v es va prolongar cap al nord la façana dels Rostra: la part nova es va construir en maó i de manera bastant tosca; encara s'hi poden veure els forats on s'inserien els esperons de proa, els rostres. Aquesta restauració queda testimoniada per una inscripció epigràfica, d'una sola línia llarga i amb grans lletres, que diu que el Praefectus Urbi, Ulpi Juni Valentí, sota els emperadors Lleó I i Antemi (vers el 470), va restaurar el monument arran d'una victòria naval sobre els vàndals. Per això de la part nova se'n diu els "Rostres vandàlics".
L'any 608 es va aixecar al centre de la plaça una columna en honor de l'emperador romà d'Orient Flavi Focas, que és el darrer monument de l'època antiga bastit al Fòrum.

### Període medieval i modern

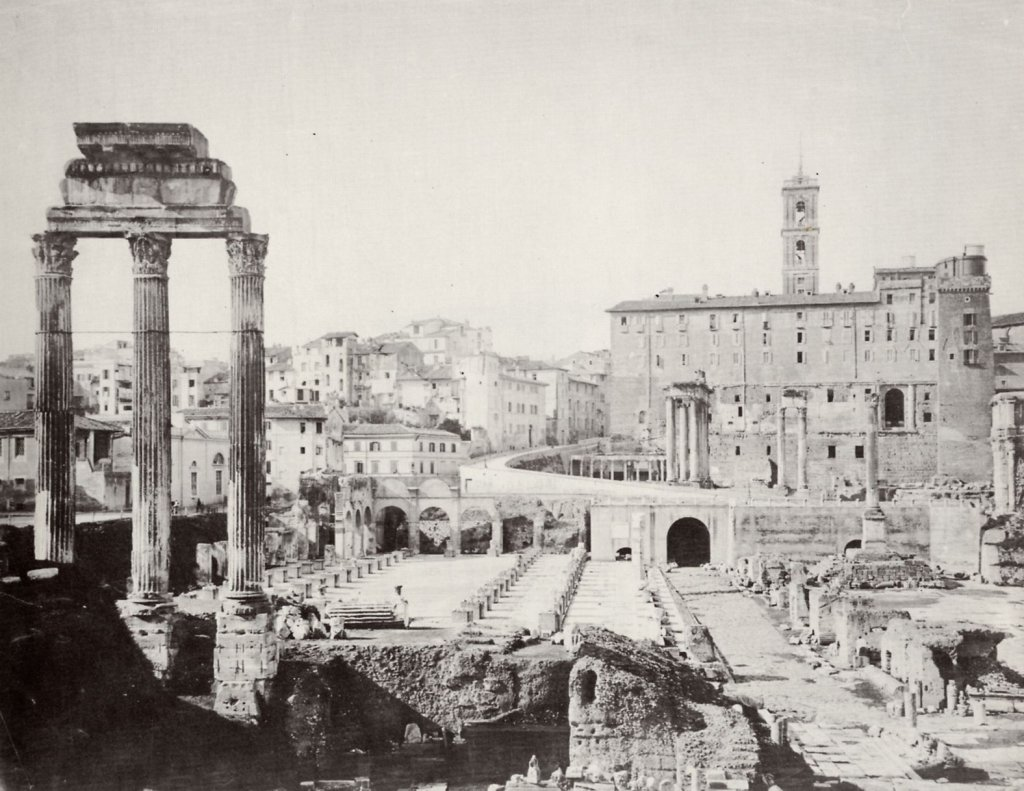
El Fòrum Romà al 1880

Durant l'edat mitjana, tot i que el record del Fòrum persistia, els seus monuments es van anar enrunant, de manera que ja no se'n sabia la situació topogràfica exacta, o bé foren reutilitzats per a noves construccions (els arcs de Titus i de Septimi Sever, per exemple, han arribat a nosaltres en bon estat, ja que foren incorporats a fortificacions medievals, tot i que el primer fou objecte d'una severa reestructuració al segle xix).
Lentament el Fòrum es va cobrir de terra i a l'època medieval era usat com a camp de pastura per als animals domèstics i com camp de conreu. Aleshores era conegut com el Campo Vaccino (o Camp de les Vaques), i entre el Capitoli i el Coliseu només n'emergien quatre ruïnes.
Durant la visita a Roma de l'emperador Carles, l'abril del 1536, es va voler oferir al sobirà una entrada triomfal i fer-lo passar, a ell i el seu seguici, a través del Fòrum Romà, en bona part enterrat. El traçat real de la Via Sacra llavors encara es desconeixia i, per tant, el recorregut que es va triar per al seguici imperial, un traçat rectilini entre l'arc de Titus i el de Septimi Sever, no hi corresponia en absolut amb el recorregut antic de l'avinguda.
El Fòrum es va redescobrir a partir del segle xvi, a l'àrea coneguda encara com el Camp de les Vaques. Durant els segles següents s'hi van dur a terme diverses campanyes d'excavacions arqueològiques, però no fou fins al començament del segle xx que se'n va fer l'excavació completa.
A la dècada del 1980, per tal de prosseguir les excavacions, es va eliminar la Via della Consolazione, carrer que passava entre la part del darrere del Capitoli i el temple de Saturn.